# Deronectes abnormicollis
Deronectes abnormicollis là một loài bọ cánh cứng trong họ Bọ nước. Loài này được Semenov miêu tả khoa học năm 1900.